# Gurkha
Gurkha, Gorkha o Gurkhali (Nepalese: गोर्खा) sono un popolo del Nepal, che prende il nome dal guru-guerriero hindu dell'VIII secolo Gorakhnath. Il suo discepolo Bappa Rawal, principe Shailadhish, fondò la Casa di Mewar in Rajasthan. Successivamente i discendenti di Bappa Rawal si spostarono ancora più a est e fondarono la casa di Gorkha, che divenne Regno del Nepal. Il Distretto di Gorkha è uno dei 75 distretti del moderno Nepal. La parola Gorkha deriva dalle parole Pracrite "gao rakkha" (letteralmente protettore delle mucche). Questo termine fu usato dal Guru Gorakhnath, capo spirituale dei Gorkha, come nome per i suoi discepoli.

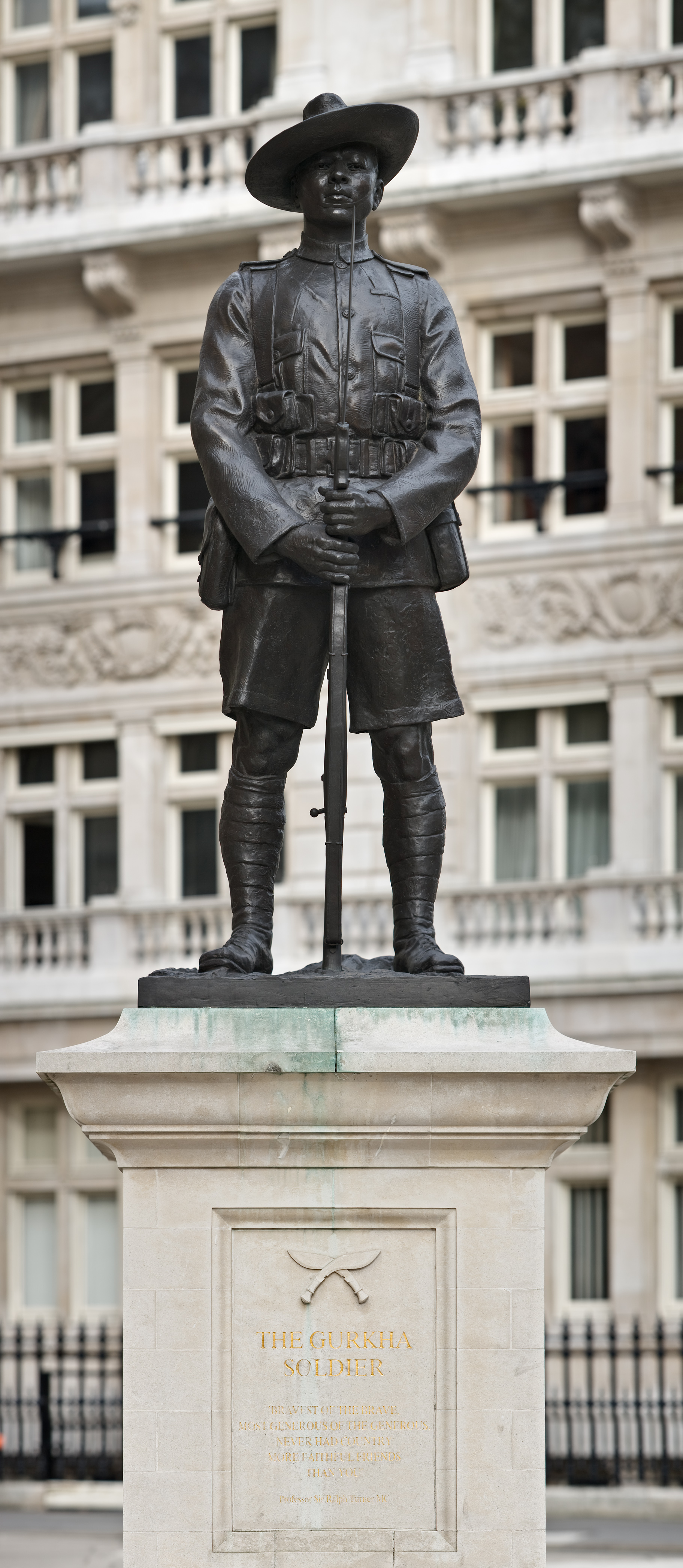
Monumento al soldato Gurkha in Horse Guards Avenue, prospiciente il Ministero della Difesa, nella Città di Westminster a Londra

## Eredità militare
Il termine indica inoltre dei soldati nativi del subcontinente indiano, di nazionalità nepalese, in servizio principalmente nell'Esercito Britannico, oltre che nelle forze armate Indiane, Nepalesi, del Brunei e di Singapore. Benché rispettino molti dei requisiti stabiliti dalle Convenzioni di Ginevra per essere considerati come mercenari, essi costituiscono un'eccezione secondo le clausole dell'Articolo 47 del primo protocollo della stessa (similmente a quanto avviene per la Legione straniera francese). Hanno una grande reputazione di coraggio e sprezzo del pericolo, tanto da spingere l'allora comandante delle forze armate indiane Sam Manekshaw a dichiarare che: "Se un uomo dice di non temere la morte, o sta mentendo oppure è un Gurkha". Sono considerati tra i migliori reparti di fanteria del mondo.

### Storia
I primi Gurkha entrarono al servizio dell'Impero Britannico dopo la guerra anglo-nepalese (1814-1816). I Gurkha hanno combattuto in tutte le principali guerre a cui il Regno Unito ha preso parte, dalla ribellione dei Sepoy all'Emergenza malese, passando per le Guerre anglo-afghane e le due guerre mondiali, fino alle Guerre del Golfo e alla Guerra d'Afghanistan. Ancora nel ventunesimo secolo formano unità straniere nel British Army, prima con la Brigata Gurkha e dal 1994 con i Royal Gurkha Rifles. Inoltre vi sono reggimenti Gurkha nell'Esercito indiano e nell'Esercito nepalese. Sono reclutati anche nel Gurkha contingent della Singapore Police Force e nel Gurkha Reserve Unit a Brunei. Equipaggiamento peculiare di tutti i soldati Gurkha è il Kukri, un caratteristico coltello a lama ricurva.